# Саба, Мигель
Мигель Саба (исп. Miguel Sabah Rodríguez; родился 14 ноября 1979 года в Канкуне, Мексика) — мексиканский футболист ливанского происхождения, нападающий известный по выступлениям за клубы «Крус Асуль», «Монаркас Морелия», «Гвадалахара» и сборную Мексики.
Мигель родился в Канкуне в семье ливанца и мексиканки.

## Клубная карьера
Свою карьеру Саба начал в «Гвадалахаре». 12 августа 2000 года в матче против своей будущей команды «Крус Асуль», он дебютировал в мексиканской Премьере, выйдя на замену в начале второго тайма. Несмотря на то, что Мигель показал уверенную игру, в следующий раз он появляется на поле только в сезоне 2002 года. Саба появился на поле в 16 матчах и забил 3 гола. В следующих двух сезонах, Мигель 14 раз вышел на поле, но не забил ни одного гола. Только в Аперутуре 2003 Саба начал исправно забивать наколотив в 18 матчах 8 голов. Несмотря на 5 лет проведенные в составе «Гвадалахары», Мигель так и стал основным нападающим команды, в основном выходя на замену. В 86 поединках, он забил всего 18 мячей.
После окончания сезона Аперутры 2005 Саба, принимает решение о переходе в «Крус Асуль». В своем первом сезоне за новый клуб, Мигель забил 3 гола и дважды ассистировал партнерам по команде. В Апертуре 2006 нападающий отвоевал место в основном составе, забив в 18 матчах 10 мячей. 28 октября 2007 года в поединке против УНАМ Пумас, Саба сделал дубль и помог своей команде одержать сложную победу, 1-2. 11 ноября того же года он забил оба гола в матче против «Атласа», 2-0. В сезонах Клаусуры и Апертуры 2008 Мигель со своей командой дважды доходили до финала, но оба раза довольствовались лишь серебряными медалями, проигрывая «Сантос Лагуне» и «Толуке», соответственно.
28 декабря 2008 года, Саба перешёл в «Монаркас Морелия». 31 декабря состоялась презентация новичка. Через месяц 31 января 2009 года в мачте против «Америки», Мигель забил свой первый гол за новый клуб. Нападающий сразу же стал основной ударной силой «персиков», наколотив в первом сезоне в 17 матчах 11 голов. В следующем сезоне Мигель сыграл немного матчей за «Морилию» из-за активного привлечения к матчам за национальную команду, но он все же забил 8 голов, в том числе два мяча в плей-офф чемпионата. Сезон 2011/12 Саба закончил в ранге лучшего бомбардира клуба, забив 18 мячей в 36 матчах.
20 октября 2012 года в матче против «Керетаро», при счете 1-1, Мигель забил гол в добавленное время и принёс победу «Морелии». Во время празднования забитого мяча Саба снял футболку, судья показал ему вторую жёлтую карточку и удалил.
В январе 2013 года Саба вернулся в «Гвадалахару». Он не смог выйти на прежний уровень результативности, забив всего 3 года в 25 матчах. В начале 2014 года Мигель перешёл в «Леон». 12 января в матче против «Атласа» он дебютировал за «львов». 23 февраля в поединке против «Сантос Лагуна» Саба забил свой первый гол за новый клуб. В 2015 году Мигель принял решение завершить профессиональную карьеру футболиста.

## Международная карьера
10 июня 2009 года в матче отборочного турнира Чемпионата мира 2010, против сборной Тринидада и Тобаго Саба дебютировал за сборную Мексики, заменив в первом тайме травмированного Нери Кастильо.
В том же Саба попал в заявку сборной для участия в розыгрыше Золотого кубка КОНКАКАФ. 9 июля в поединке группового этапа против сборной Панамы, он забил свой первый гол за национальную команду, также этот мяч стал 500-м в истории турнира. Мигель принял участие во всех матчах турнира, также поразив ворота сборной Гваделупы и дважды отметился в полуфинальном против сборной Гаити. Мексиканцы выиграли трофей, в финале сокрушив принципиальных соперников и хозяев турнира, сборную США, а Саба с 4 мячами стал лучшим бомбардиром турнира.
12 августа 2009 года в отборочном матче на Чемпионат мира 2010 года против сборной США, Мигель забил гол и помог своей команде победить 2-1. В 2009 году Саба очень часто привлекался к играм за национальную команду, сыграв в общей сложности 14 матчей. Мигель внес свою лепту в выход сборной Мексики на Чемпионат мира 2010 года в ЮАР, но сам он не был включен в финальную заявку из-за полученной травмы.

### Голы за сборную Мексики
| #   | Дата            | Место                                              | Противник | Счёт | Результат | Соревнование                     |
| --- | --------------- | -------------------------------------------------- | --------- | ---- | --------- | -------------------------------- |
| 01. | 9 июля 2009     | Релайант, Хьюстон, США                             | Панама    | 1:0  | 1:1       | Золотой кубок КОНКАКАФ 2009      |
| 02. | 12 июля 2009    | Феникс Стэдиум, Глендейл, США                      | Гваделупы | 2:0  | 2:0       | Золотой кубок КОНКАКАФ 2009      |
| 03. | 19 июля 2009    | Ковбойс Стэдиум, Арлингтон, США                    | Гаити     | 1:0  | 4:0       | Золотой кубок КОНКАКАФ 2009      |
| 04. | 19 июля 2009    | Ковбойс Стэдиум, Арлингтон, США                    | Гаити     | 3:0  | 4:0       | Золотой кубок КОНКАКАФ 2009      |
| 05. | 12 августа 2009 | Монументаль Исидро Ромеро Карбо, Гуаякиль, Эквадор | США       | 2:1  | 2:1       | Чемпионат мира 2010 квалификация |

## Достижения
Командные
 «Монаркас Морелия»
- Победитель Североамериканской суперлиги — 2010

 «Леон»
- Чемпионат Мексики по футболу — Клаусура 2014

Международные
 Сборная Мексики по футболу
- Золотой кубок КОНКАКАФ — 2009

Индивидуальные
 Сборная Мексики по футболу
- Золотая Бутса Золотого кубка КОНКАКАФ — 2009